# Plaqueta

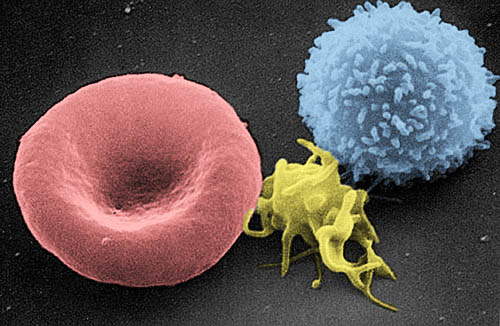
D'esquerra a dreta: eritròcit, plaqueta i leucòcit.

Les plaquetes o trombòcits són petits fragments cel·lulars, d'uns 2-5 μm de diàmetre fent que siguin les cèl·lules sanguínies més petites de totes.
Són irregulars i no tenen nucli. Viuen de 8 a 12 dies. La seva funció principal és la coagulació sanguínia per la seva capacitat per a unir-se unes amb unes altres en resposta a diversos estímuls, a més formen nusos en la xarxa fibrina, alliberen substàncies importants per a accelerar la coagulació. Formen coàguls sanguinis, gràcies al fet que posseïxen grànuls de substàncies activadores de la coagulació. Després dels eritròcits són els elements cel·lulars més abundants de la sang. Es veuen només en els mamífers.
Tenen el seu origen en el teixit hematopoètic (formador de sang) de la medul·la òssia, per fragmentació del citoplasma d'unes cèl·lules gegants, les més grans del teixit hematopoètic, anomenades megacariòcits.

## Paper en les malalties

### Recompte de plaquetes

La fosfocolina és un fosfolípid activador de moltes funcions que indueixen l'agregació de plaquetes

Un recompte de plaquetes normal en una persona sana és d'entre 150.000 i 450.000 per micro-litre de sang ([150-460)] × 10⁹/L). El 95 per cent de les persones sanes tenen un recompte de plaquetes en aquest marge. Hi ha persones que tenen un recompte de plaquetes estadísticament anormal encara no tinguin una anomalia demostrable. No obstant això, si el recompte és molt baix o molt alt, la probabilitat de patir algun trastorn de salut és molt alt.
A un nivell baix s'anomena trombocitopènia i a un d'alt, trombocitèmia; ambdós poden presentar problemes de coagulació. En general, amb un recompte baix hi ha un augment del risc de sagnat, però hi ha excepcions (com la trombocitopènia induïda per heparina o l'hemoglobinúria paroxística nocturna). Recomptes alts poden donar lloc a una trombosi, encara que això passa principalment quan es deu a una síndrome mieloproliferativa.

### Malalties
Hi ha trastorns, com la trombocitopènia i l'anèmia aplàstica que comporten un recompte de plaquetes reduït. En d'altres, com la trombocitèmia, el recompte de plaquetes és elevat. L'hemofília és una malaltia que compromet indirectament la funció plaquetària. En l'ateroesclerosi, les plaquetes tenen un paper fonamental.